# Мажель (река)
Мажель (фр. Magel) — небольшой приток реки Брюш в Гранд-Эсте, Франция.
Мажель протекает через 8 коммун, в которых проживает 13 804 человека.
В период с 2004 по 2009 годы, между экологами и рыбаками происходили судебные тяжбы о целесообразности строительства очистных сооружений на реке Мажель, при впадении в Брюш.
Близлежащие пункты: город Оберне, город Молкирич, Рошеим, замок Гирбаден.